# Episodi de Il Calabrone Verde
La prima ed unica stagione della serie televisiva statunitense Il Calabrone Verde, composta da 26 episodi, è stata trasmessa negli Stati Uniti dal 9 settembre 1966 al 17 marzo 1967 su ABC.
In Italia la stagione è andata in onda nel 1988 su Rai 1. In seguito sono andate in onda le repliche su Jimmy, dal 1998.
| nº | Titolo originale                       | Titolo italiano                                     | Prima TV USA      | Prima TV Italia |
| -- | -------------------------------------- | --------------------------------------------------- | ----------------- | --------------- |
| 1  | The Silent Gun                         | La pistola silenziosa                               | 9 settembre 1966  | marzo 1988      |
| 2  | Give 'Em Enough Rope                   | Assicurazioni insicure                              | 16 settembre 1966 |                 |
| 3  | Programmed for Death                   | Programmato per uccidere                            | 23 settembre 1966 |                 |
| 4  | Crime Wave                             | L'onda criminale                                    | 30 settembre 1966 |                 |
| 5  | The Frog is a Deadly Weapon            | Pesca grossa                                        | 7 ottobre 1966    |                 |
| 6  | Eat, Drink, and Be Dead                | Mangia, bevi e muori                                | 14 ottobre 1966   |                 |
| 7  | Beautiful Dreamer (Part 1 & 2)         | Un incantatore meraviglioso (prima e seconda parte) | 21 ottobre 1966   |                 |
| 8  | Beautiful Dreamer (Part 1 & 2)         | Un incantatore meraviglioso (prima e seconda parte) | 28 ottobre 1966   |                 |
| 9  | The Ray is for Killing                 | Il raggio che uccide                                | 11 novembre 1966  |                 |
| 10 | The Preying Mantis                     | La mantide religiosa                                | 18 novembre 1966  |                 |
| 11 | The Hunters and the Hunted             | Caccia grossa                                       | 25 novembre 1966  |                 |
| 12 | Deadline for Death                     | Accusa di omicidio                                  | 2 dicembre 1966   |                 |
| 13 | The Secret of the Sally Bell           | Il segreto di Sally Bell                            | 9 dicembre 1966   |                 |
| 14 | Freeway to Death                       | Autostrada per la morte                             | 16 dicembre 1966  |                 |
| 15 | May the Best Man Lose                  | Un nuovo procuratore distrettuale                   | 23 dicembre 1966  |                 |
| 16 | The Hornet and the Firefly             | Caccia al piromane                                  | 30 dicembre 1966  |                 |
| 17 | Seek, Stalk and Destroy                | Eroi di guerra                                      | 6 gennaio 1967    |                 |
| 18 | Corpse of the Year (Part 1 & 2)        | Il falso Calabrone Verde (prima e seconda parte)    | 13 gennaio 1967   |                 |
| 19 | Corpse of the Year (Part 1 & 2)        | Il falso Calabrone Verde (prima e seconda parte)    | 27 gennaio 1967   |                 |
| 20 | Ace in the Hole                        | L'asso nella manica                                 | 3 febbraio 1967   |                 |
| 21 | Bad Bet on a 459--Silent               | Codice 459                                          | 10 febbraio 1967  |                 |
| 22 | Trouble for Prince Charming            | La sposa del principe                               | 17 febbraio 1967  |                 |
| 23 | Alias The Scarf                        | La sciarpa                                          | 24 febbraio 1967  |                 |
| 24 | Hornet Save Thyself                    | Il Calabrone salva sé stesso                        | 3 marzo 1967      |                 |
| 25 | Invasion from Outer Space (Part 1 & 2) | Invasione dallo spazio (prima e seconda parte)      | 10 marzo 1967     |                 |
| 26 | Invasion from Outer Space (Part 1 & 2) | Invasione dallo spazio (prima e seconda parte)      | 17 marzo 1967     |                 |

## La pistola silenziosa
- Titolo originale: The Silent Gun
- Diretto da: Leslie H. Martinson
- Scritto da: Ken Pettus

### Trama
Il Calabrone Verde si trova invischiato nella lotta tra le cosche rivali di Dan Carley e di Al Trump per mettere le mani su un'avanzatissima arma dei servizi segreti: una pistola che spara senza emettere alcun rumore e nessuna fiammata. Il provvidenziale intervento di Kato riesce a salvare il Calabrone, ed assicura alla giustizia i due criminali.